# Manual de Madrid: descripción de la corte y de la villa
Manual de Madrid: descripción de la corte y de la villa es una obra de Ramón de Mesonero Romanos publicada en 1831 en que se describe Madrid desde su aspecto físico y político.

## Historia
La historia de su publicación es relatada por el propio autor en sus Memoria de un setentón (1881). El libro fue escrito en la juventud del autor (nacido en 1803) tras diversos intentos en el género lírico.  Siguiendo el relato del autor, a finales de 1830, antes de pasar a la imprenta, fue presentado al Consejo de Castilla para obtener la Real Cédula necesaria para su publicación, siéndole negada. Ante esta negativa el autor visitó personalmente a todos los consejeros del Consejo de Castilla, y consiguió que estos se interesaran en la obra. El Consejo dio su autorización, pasándola a censura del Ayuntamiento de Madrid, quién expresó su aprobación a la obra tras haber nombrado una comisión con efecto de examinarla. Después de estos episodios relacionados con su autorización, fue publicada en octubre de 1831. 

Una vez publicada, el autor decidió entregar personalmente un ejemplar de la obra a Fernando VII y resto de miembros de la familia real, por mediación de Juan Montenegro, ayuda de cámara del Rey. Al presentar la obra al monarca (que se encontraba junto al resto de su familia y la corte en La Granja) este le recibió, comentándole:
Me parece muy bien y muy útil: ya sé que has tenido algunas triquiñuelas con los golillas: son mala gente.
En 1833 se publicó una segunda versión revisada presentada como réplica sin autor. Se infiere que esta segunda versión haya sido escrita por Mesonero mismo.

### Individuales
1. ↑  Romanos, Ramón de Mesonero (1831). Manual de Madrid: Descripcion de la corte y de la villa .... Imprenta de D.M. de Burgos. Consultado el 19 de septiembre de 2022.
2. ↑  «Guía de litigantes y pretendientes (1830)». Guía de litigantes y pretendientes (Madrid): 9. 1830.
3. ↑  Madrid!: indicaciones de una Española sobre inmoralidades y miserias presentes, y su remedio. Mendez. 1984. ISBN 978-84-86050-03-0. Consultado el 19 de septiembre de 2022.
4. ↑  Aracil, M. D. L. Á. A. (1999). ¡Madrid! Indicaciones de una española, réplica al Manuel de Madrid de Mesonero Romanos. In Ideas en sus paisajes: homenaje al profesor Russell P. Sebold (pp. 91-96). Servicio de Publicaciones.